# Грущинский, Анатолий Евстафьевич
Анатолий Евстафьевич Грущинский — советский хозяйственный, государственный и политический деятель, Герой Социалистического Труда.

## Биография
Родился в 1932 году в деревне Сахалинка. Член КПСС.
С 1946 года — на хозяйственной, общественной и политической работе. В 1946—1976 гг. — учётчик в колхозе имени Хрущёва Сергеевского сельсовета Асиновского района, солдат Советской Армии, бригадир комплексной бригады колхоза «Маяк» Первомайского района Томской области, управляющий Сахалинским отделением колхоза «Маяк», председатель колхоза «Заря» в селе Ежи Первомайского района Томской области.
Указом Президиума Верховного Совета СССР от 8 апреля 1971 года присвоено звание Героя Социалистического Труда с вручением ордена Ленина и золотой медали «Серп и Молот».
Делегат XXIV съезда КПСС.
Умер в Сахалинке в 1976 году.